# Adolf Ginsberg

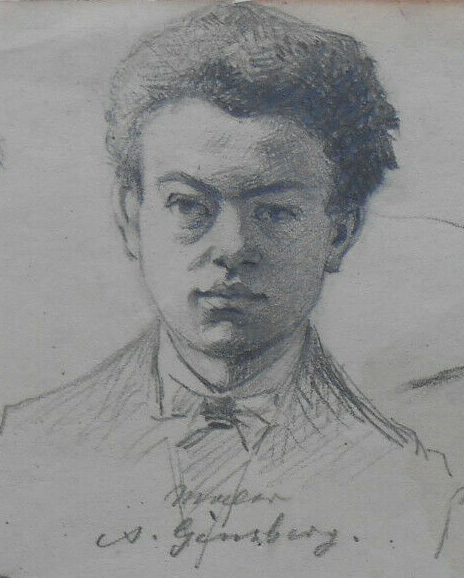
Unbekannter Künstler: Porträt Adolf Ginsberg, Bleistiftzeichnung 1875 (Ausschnitt)

Adolf Ginsberg: Porträt Friedrich Poske, ca. 1882/83. Das Gemälde ist seit 1945 verschollen.

Adolf Ginsberg (geb. 28. Dezember 1856 in Seesen; gest. 28. August 1883 auf Ischia) war ein deutscher Maler.

## Leben
Der Vater, Benjamin Ginsberg, geb. 1808 in Breslau, gest. 1871 in Frankfurt am Main, war ab 1836 Dirigent und Oberlehrer in Altstrelitz, ab 1842 zweiter Inspektor an der Wilhelmsschule in Breslau und von 1847 bis 1862 Direktor der Jacobsonschule in Seesen, einer renommierten jüdischen Schule. Von Geburt an gehörlos lebte Adolf Ginsberg, familiär bedingt, in begüterten Verhältnissen und hatte Wohnsitze in Berlin, München und Wien. Zu seinen Werken (allesamt verschollen) zählten Porträts und Landschaften. Im Verlauf einer seiner wohl häufigen Italienaufenthalte fiel er dem großen Erdbeben auf der Insel Ischia vom 28. Juli 1883 zum Opfer (amtliches Todesdatum: 28. August 1883). Beigesetzt wurde er am 3. September 1883 in einem Erbbegräbnis auf dem Jüdischen Friedhof in Berlin-Weißensee (Grab noch erhalten, allerdings renovierungsbedürftig, s. Foto).
1884 gründeten zwei seiner Geschwister, Philipp Ginsberg (1853–1895, beigesetzt ebenfalls in dem genannten Erbbegräbnis auf dem Weißenseer Friedhof) und die in Wien lebende Frida von Boschan, geborene Ginsberg, die „Adolf Ginsberg-Stiftung“ zur Unterstützung bildender Künstler, für die sie aus der Hinterlassenschaft des Bruders, die insgesamt 800.000 Mk. betrug, 60.000 Mk. verwendeten. Die Stiftungsurkunde befindet sich zusammen mit weiteren Materialien über die „Adolf-Ginsberg-Stiftung“ im Archiv der Akademie der Künste Berlin.

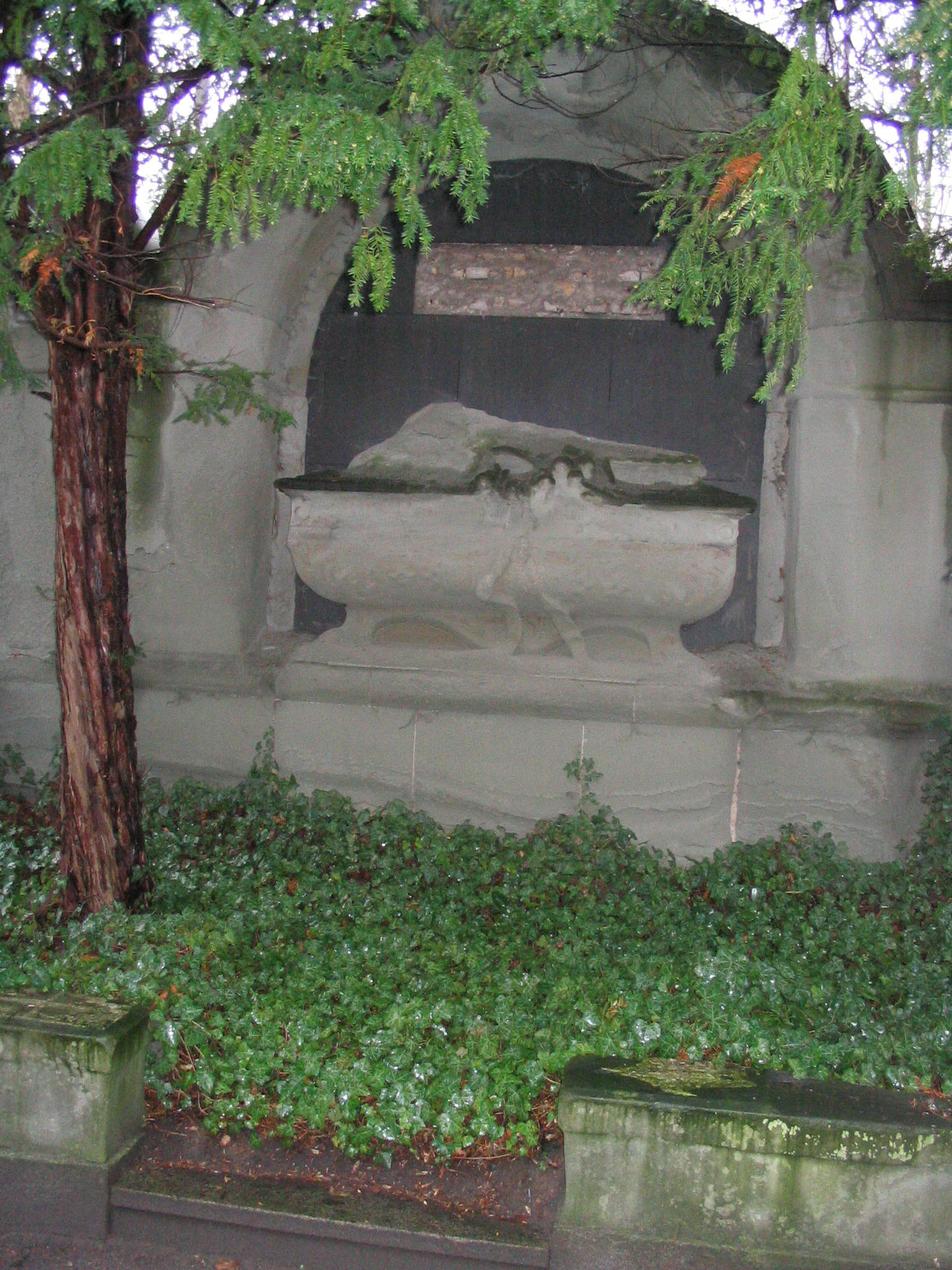
Grab der Brüder Adolf und Philipp Ginsberg auf dem Jüdischen Friedhof Berlin-Weißensee (Aufnahme 2005)